# جواز سفر صومالي
جواز السفر الصومالي هو جواز سفر للمواطنين الصوماليين للسفر الدولي.

## نظرة عامة
اعتادت الحكومة الاشتراكية السابقة في الصومال في الأصل على إصدار جواز السفر غير الإلكتروني. وظلت وثيقة السفر هذه قيد الاستخدام بعد انهيار نظام الرئيس السابق سياد بري.
استجابة لانتشار جوازات السفر الصومالية المزيفة التي أغرقت السوق السوداء فتحت الحكومة الوطنية الانتقالية مكتب جديد في العقد الأول من القرن الحادي والعشرين لإصدار جوازات سفر رسمية معتمدة من الدولة. وفقًا لوزير الخارجية آنذاك محمد محمود شيل، ستستمر الحكومة في إصدار جوازات سفر صومالية قديمة بختم جاف جديد لمنع التزوير أو الازدواجية ، وستكون جوازات السفر المتداولة بالفعل مختومة بالختم الجديد. أعلنت الحكومة في عام 2006 أنها ستصدر وثيقة جديدة يمكن قراءتها آليًا لضمان موثوقيتها بشكل أكبر.
منذ عام 2007 أصدرت الحكومة الاتحادية الانتقالية في الصومال جواز سفر إلكتروني للامتثال للقواعد الدولية الأكثر صرامة. افتتحت الحكومة الاتحادية الانتقالية في نوفمبر 2010 مكتب جديد لجوازات السفر في مقديشو، عاصمة البلاد. كانت تطبع وثائق السفر في الإمارات العربية المتحدة ، ثم أصدرت إدارة الهجرة الصومالية جوازات السفر رسميًا وأصبحت تحتوي على ميزات أمنية مضمنة يمكن مقارنتها مع الدول الأخرى.
في سبتمبر 2011 حظرت الحكومة الاتحادية الانتقالية رسميًا استخدام جواز السفر الأخضر القديم للصومال. وفقًا لمسؤول الهجرة الصومالي، اللواء عبد الله جعفو محمود، لن تقبل وثيقة الهوية لرحلات العمل أو السفر بحلول نهاية الشهر. وأضاف أنه سيتم استبدال الجواز الأخضر بجواز إلكتروني أزرق جديد.
في ديسمبر 2013 ، أعلن نائب المدير العام للهجرة الصومالية والتجنيس عبد الله حاجي بشير إسماعيل أن الحكومة الاتحادية أطلقت رسميًا جواز السفر الإلكتروني الصومالي الجديد. كجزء من مبادرة أوسع لتعزيز الأمن، تصدر جواز السفر من قبل إدارة الهجرة بوزارة الداخلية.
لا تعتبر كندا جواز السفر الصومالي وثيقة سفر صالحة وتعتبر أي جواز سفر صادر عن الصومال وثيقة غير موثوقة.

## متطلبات التأشيرة
اعتبارًا من 2 يوليو 2019 كان المواطنون الصوماليون يتمتعون بالدخول بدون تأشيرة أو تأشيرة عند الوصول إلى 30 دولة وإقليم، مما جعل جواز السفر الصومالي يحتل المرتبة 105 من حيث حرية السفر وفقًا مؤشر هينلي لجوازات السفر.

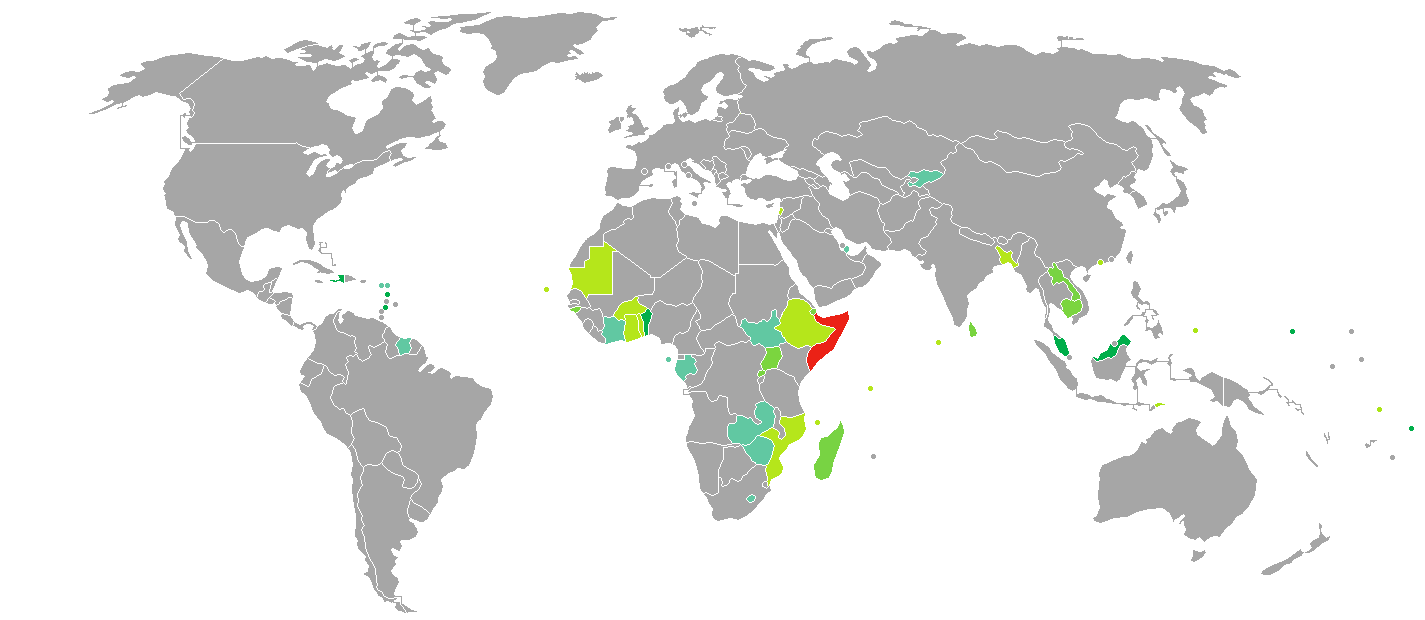
البلدان والأقاليم التي لا تفرض تأشيرة أو تطلب تأشيرة دخول عند الوصول للجهة، لحاملي جوازات السفر الصومالية العادية.

## رسالة جواز السفر
في أول صفحات الجواز هنالك رسالة موجودة بثلاث لغات الصومالية والعربية والإنجليزية:
- الصومالية:JAMHUURIYADDA SOOMAALIYA

Dawladda Soomaaliya waxay codsanaysaa in gofka wata Baasaboorkan loo ogolaado inuu ku gudbo si xurmo leh oo aan dib u dhac lahayn, lana caawiyo haddii uu u baahdo.
- بالعربية: حكومة الصومال، ترجو الحكومة الصومالية من السلطات المختصة السماح لحامل هذا الجواز المرور بلا تأخير ولا عائق، وبذل كل ماقد يحتاج إليه من الرعاية والمساعدة.
- بالإنجليزية:"Somalia Republic "SOMALI REPUBLIC

The Somali Government requests all authorities to allow free passage to the bearer of this passport without delay or hindrance and to offer all the assistance and protection of which the bearer may need.